# Кур'янова Антоніна Микитівна
Антоніна Микитівна Кур'янова (нар. 1939) — українська астрономка, спеціалістка з зоряних каталогів, лауреатка Державної премії України (1983).

## Біографія
Народилася 3 квітня 1939 року у місті Прокоп'євськ в Росії.
1961 року закінчила Київський державний університет імені Т. Г. Шевченка.
1976 року в Головній астрономічній обсерваторії захистила кандидатську дисертацію «Розробка методики порівняння каталогів зірок і її застосування для створення ПФКСЗ-2».

## Відзнаки
- 2018 — Державна премія України в галузі науки і техніки за цикл робіт «Розробка теорії та практична побудова координатних систем для геодинамічних, селенодезичних і космічних досліджень» (спільно з 6 співавторами)